# Spiegel Online
Spiegel Online (a volte abbreviato SPON) è un sito web di informazione.
Fondato nel 1994 come propaggine online della rivista tedesca Der Spiegel e con uno staff di giornalisti che lavorava indipendentemente dalla rivista, Spiegel Online è oggi fra i siti web più letti in lingua tedesca.

## La redazione
Spiegel Online è gestito da Spiegel Online GmbH, parte di SPIEGELnet GmbH, a sua volta una consociata interamente controllata di SPIEGEL-Verlag. Gli uffici editoriali della rivista di stampa Spiegel Online e Der Spiegel sono società separate, ciascuna con i propri uffici, autori e contenuti. Spiegel Online ha registrato un fatturato di 15 milioni di euro nel 2007. Lo staff regolare comprende 150 dipendenti nella sede di Amburgo, integrate da giornalisti freelance e uffici di notizie nazionali e internazionali. Nella capitale tedesca, Berlino, 15 corrispondenti coprono il governo federale tedesco, i partiti politici, le corporazioni e gli artisti. Gli uffici di Monaco e Düsseldorf hanno un corrispondente ciascuno. Vi sono giornalisti con base a Washington, D.C., New York, Londra, Mosca, Nuova Delhi e Istanbul. Lo staff di news online riceve anche supporto dalla rete di corrispondenti della rivista Der Spiegel in Germania e all'estero. Il sito utilizza anche contenuti di agenzie di stampa come AFP, AP, DPA e Reuters.
Wolfgang Büchner è stato capo redattore di Der Spiegel e Spiegel Online dal mese di settembre del 2013 a al mese di dicembre del 2014. Gli ex deputati di Büchner, Florian Harms e Barbara Hans, erano a capo di Spiegel Online dopo che Büchner aveva lasciato l'azienda. Il 13 gennaio 2015, Harms è stato nominato direttore editoriale unico.

## Storia
Attivo dal 25 ottobre 1994, Spiegel Online è stato la prima presenza online di una nota rivista un giorno prima del sito del Time. SPON è stato avviato come servizio su CompuServe. Il dominio web www.spiegel.de è stato istituito un anno dopo. Il contenuto di SPON consisteva inizialmente in articoli scelti a mano dalla rivista di stampa. Già nel 1995, tuttavia, il contenuto originale apparve per la prima volta in una sezione chiamata "Scanner", che era disponibile solo online. L'anno successivo, Spiegel Online è stato rilanciato e ha iniziato a presentare anche le ultime notizie.